# Sabin Cautis
Sabin Cautis (né en 1978) est un mathématicien canadien, qui traite de géométrie algébrique, de théorie géométrique des représentations, de catégorification, d'invariants des noeuds et de combinatoire algébrique.

## Carrière
Sabin Cautis, qui a des racines roumaines, étudie de 1997 à 2001 à l'Université de Waterloo puis il obtient son doctorat en 2006, à l'université Harvard, sous la direction de Joe Harris, avec une thèse intitulée Extending families of curves: monodromy and applications. Il travaille comme chercheur postdoctoral à l'Institut Mittag-Leffler, à l'université Rice et au Mathematical Sciences Research Institute (MSRI). En 2009, il est professeur adjoint Ritt à l'université Columbia, en 2012 professeur adjoint à l'université du Sud de la Californie et en 2013, à l'Université de la Colombie-Britannique.
Avec Joel Kamnitzer, il a développé une nouvelle approche de l'homologie de Khovanov pour les nœuds. Il est l'un des principaux mathématiciens impliqué dans le programme de catégorification, par exemple, celle des algèbres de Heisenberg.

## Prix et distinctions
En 2017, il a reçu le Prix Coxeter-James, en 2014 il est lauréat du Prix André-Aisenstadt. De 2011 à 2013, il est Sloan Fellow et de 2003 à 2006, Putnam Fellow (après avoir remporté la compétition en 1999). En 1996/97, il a reçu une médaille de bronze aux Olympiades internationales de mathématiques.

## Publications
- avec Joel Kamnitzer, « Knot homology via derived categories of coherent sheaves, I: The {\displaystyle {\mathfrak {sl}}(2)}-case », Duke Mathematical Journal, vol. 142,‎ 2008, p. 511-588 (DOI 10.1215/00127094-2008-012) ; « Knot homology via derived categories of coherent sheaves, II: {\displaystyle {\mathfrak {sl}}_{m}}-case », Inventiones Mathematicae, vol. 174,‎ 2008, p. 165-232 (DOI 10.1007/s00222-008-0138-6).
- avec Joel Kamnitzer et Anthony Licata, « Categorical geometric skew Howe duality », Inventiones Mathematicae, vol. 180, no 1,‎ 2010, p. 111-159 (DOI 10.1007/s00222-009-0227-1).
- avec Anthony Licata, « Heisenberg categorification and Hilbert Schemes », Duke Mathematical Journal, vol. 161, no 13,‎ octobre 2012, p. 2469-2547 (DOI 10.1215/00127094-1812726, arXiv 1009.5147).